# SimCity: BuildIt
SimCity: BuildIt ist ein mobiles Städtebau-Simulationsspiel. Entwickelt wurde es von TrackTwenty und veröffentlicht von Electronic Arts. Es wurde Ende 2014 auf den Markt gebracht. Das Spiel ist Teil der SimCity-Franchise und steht im Google Play Store, Amazon Appstore und im Apple App Store zum Download bereit.

## Gameplay
Das Spiel ist Freemium (kostenlos spielbar mit Popup-Werbung und In-App-Käufen). Es verwendet Musik und Grafiken ähnlich wie das SimCity-Spiel von 2013, obwohl es leicht herunterskaliert ist, um zu den Grafikfunktionen von iOS- und Android-Geräten zu passen. Das Spiel beginnt mit 25.000 Simoleons (Standardwährung im Spiel) und 50 SimCash (Premiumwährung).
Benutzer spielen als Bürgermeister ihrer Stadt und treffen Entscheidungen, um ihre Stadtbewohner glücklich zu machen. Wenn sie dies tun, können die Spieler Steuern vom Rathaus verdienen. Je mehr Menschen in der Stadt leben, desto mehr Steuern werden verdient.
Benutzer können handeln, chatten und Clubs mit anderen Spielern beitreten, um ein Online-Gameplay zu erleben.
Das Wettbewerbs-Hauptquartier wird auf Stufe 11 freigeschaltet. Club Wars, ein kompetitiver Spieler-gegen-Spieler-Modus, wird ab Stufe 18 freigeschaltet.
In SimCity: BuildIt gibt es keine Zonenfunktion. Stattdessen werden Gebäude manuell bewegt. Gewerbe- und Industriegebäude produzieren Gegenstände, und Wohngebiete benötigen sie, um aufgerüstet zu werden. Fabriken können auch aufgerüstet werden.
Spezielle Gebäude können während Events und Feiertagen wie Weihnachten, Neujahr, Valentinstag, Ostern, Halloween und Thanksgiving erspielt werden, außerhalb dieser Events finden speziell thematisierte Saisons statt, beispielsweise für eine bestimmte reale Stadt oder Region. Jede Saison dauert vier Wochen. Es gibt auch Gebäude, die auf realen Werbeveranstaltungen basieren, wie z. B. die Werbung für Lay’s Max Kartoffelchips. Sobald die Spieler den gesamten verfügbaren Stadtraum genutzt haben, können sie diese Gebäude nur noch lagern oder tauschen. Das Spiel hat fünf zusätzliche Regionen, zu denen die Spieler wechseln und die sie entwickeln können. Dies erweitert das Gameplay, um neues Land, Gebäude und Materialien bereitzustellen, und ermöglicht es den Spielern auch, die Gebäude der aktuellen Saison zu nutzen.
Spieler können zweispurige Straßen nur mit dem Bauwerkzeug bauen. Spieler können keine Straßen mit höherer Kapazität manuell bauen, sie müssen sie stattdessen aktualisieren. Beim Start waren nur zwei-, vier- und sechsspurige Straßen verfügbar, drei weitere Straßentypen (Alleen, Boulevards und Straßenbahnalleen) wurden im Disasters-Update eingeführt. Straßen können zudem nur im 90°-Winkel abzweigen und müssen einem Raster folgen.
Das Disasters-Update ermöglicht es Spielern, Meteoriteneinschläge, Erdbeben und andere Katastrophen in ihrer eigenen Stadt auszulösen.

### Gebäude
Servicegebäude
- Strom: Windkraftwerk und Luxus-Windkraftwerk, Kohlekraftwerk, Sonnenkraftwerk, Ölkraftwerk, Atomkraftwerk, Kernfusionsanlage und OMEGA-Kraftwerk
- Wasser: Wasserturm, Pumpstation und OMEGA-Wasserturm
- Abwasser: Abwasserendrohre, Luxus-Kläranlage und OMEGA-Kläranlage
- Müllentsorgung: Müllhalden, Müllverbrennungsanlage, Recycling-Zentrum und OMEGA-Recyclingzentrum
- Feuer: Feuerwehr-Stationen a
- Polizei: Polizei-Stationen a
- Gesundheit: Kliniken und Krankenhäuser a
- Regional: Bio-Märkte (Grüntal), Touristen-Center (Sonneninseln), Tankstellen (Kaktus-Canyon), Street Food-Stände (Kalksteinklippen) und Heizanlagen (Frostfjord)
- Öffentlicher Nahverkehr: Bahnhöfe und Hauptbahnhof
- Verwaltung: Gemeindehaus, Stadtlager, Rathaus, Bürgermeister-Villa, Abteilung für legendäre Projekte, NeoBank, OMEGA-Forschungszentrum, OMEGA-Forschungsbooster, OMEGA-Labor und OMEGA-Lager
- ControlNet und Drohnen: ControlNet-Türme und Drohnen-Basis-Stationen

Spezialisierungen
- Parks: verschiedene Parks und Grünanlagen
- Landschaft: verschiedene Seen, Brücken, Bäume, Mauern und Campingplätze
- Bildung: Kindergarten, Grundschule, Bibliothek, Gymnasium, Hochschule, Universität, Uni-Sportplatz, Uni-Ruderclub und OMEGA-Universität
- Transport: Busstationen, Luftschiff-Hangar, Heißluftballon-Park, Hubschrauberlandeplatz, Alpha-Taxistation und OMEGA-Röhrenterminal
- Strand: Strandattraktionen wie Surferstrand, Volleyballfeld, Ruderzentrum, Beachvolleyball, Fahrrad-Motorcross, Aussichtsturm, Strand-Einkaufszentrum, Entspannte Strandliegen, Strand-Statue, Strand-Fahrgeschäfte, Wasserpark, Aquarium, Leuchtturm, Hafenpier, Luxus-Bootsverleih, Strand-Delta, Hafenkai, Yachtclub, Bootshaus, Luxus-Strandhaus, Ozean-Villa und Segelclub
- Unterhaltung: Amphitheater, Hotel, Messezentrum, Sportstadien, London Globe Theater, Opernhaus von Sydney, Riesenrad, Opernhaus Oslo, Hochzeitssaal und Sims-Nachtclub
- Berg: Bergattraktionen wie Berghütten, Bergrestaurant, Berg-Bahnstation, Wildwasserpark, Gleitschirmpark, Mountainbike-Park, Alpen-Weinberg, Skigebiete, Skihotel, Kommunikationsturm, Sternwarte, Mount SimCity, Bergpalast, Schloss Neuschwanstein, Bergsteiglager, Wasserfall-Schloss und Felsgesicht-Wasserfall
- Glücksspiel: Kasinogebäude wie Nobel-Kasino, Sci-Fi-Kasino, Luxus-Kasino, House of Spades-Kasino, Snake-Eyes-Kasino und OMEGA-Kasino
- Wahrzeichen: berühmte Wahrzeichengebäude wie Turm von Pisa, Big Ben, Arc de Triomphe, Brandenburger Tor, Empire State Building, Freiheitsstatue, Washington Monument, Burg Himeji, Eiffelturm, Cinquantenaire-Bogen, Giralda, Tokyo Tower, Kölner Dom, Willis Tower, MaxisMan-Statue, Nazca-Vögel & Nazca-Lama, Kirche, Moschee, Tempeln und legendäre Wolkenkratzer
- Weltraum: Weltraumgebäude wie Sternenobservatorium, Satelliten-Kommunikationszentrum, Astronautentrainingszentrum, Mond-Rover-Strecke, Sim-G-Zentrifuge, Weltraum-Startrampe und Missionskontrollzentrum
- Bürgermeisterpass: Auswahl an Spezielle Gebäude wie Milvische Brücke, Pantheon, Engelsburg, Trevi-Brunnen, Kolosseum, Amsterdam-Kanal, Reisfelder von Yunnan, Japanischer Garten, Schloss Hohenschwangau, Luxemburger Garten, Central Park, Burg Turku, Alvar Aalto-Kulturhaus, Hvitträsk, Dom von Helsinki, Burg Häme, Hauptbahnhof Helsinki, Olavinlinna, Jardin des Plantes, Musée d’Orsay, Cimetière du Père-Lachaise, Parc des Buttes-Chaumont, Grand Palais, Notre-Dame, Sacré-Cœur, Broadway, West Village, Coney Island, Grand Central Terminal, Times Square, Dom zu Florenz, Hallgrímskirkja, Hvítserkur, Seljalandsfoss, Red House, The Shard, Kensington Palace, Westminster Abbey, Tower Bridge, Tower of London, British Museum, Tōkyō Tochō, Mode Gakuen Cocoon Tower, Kathedrale St. Marien, Tokyo International Forum, Nakagin Capsule Tower, Tokyo Big Sight, Polaria, Kirche von Kiruna, Lofoten, Arktikum, Wat Arun, Elephant Tower, Maha Nakhon, Wat Samphran, Ko Phi Phi, Prager Pulverturm, Karlsbrücke, Aussichtsturm Petrín, Altstädter Ring, Prager Burg, Newgrange, Rock of Cashel, Tulum, Castle of Good Hope, Boulders Beach, Cape Point-Leuchtturm, Kapstadt-Stadion, Victoria & Alfred Waterfront, La Rambla, Casa Milà, Park Güell, Plaça de Catalunya, Santa Maria del Mar, Sagrada Família, Palácio do Catete, Zuckerhut, Australisches Museum, Stedelijk Museum, Rijksmuseum, The Center, Tian Tan Buddha, Hopewell Centre, Hong Kong Space Museum, Ponte Vecchio, Washington Square Park, Burg Hunedoara, Akropolis, Aloha Tower, Hawaii State Capitol, 'Iolani-Palast, Genex-Turm, Praha hlavní nádraží, Pyramiden von Gizeh, Koptisches Museum, Zitadelle von Saladin, Große Sphinx von Gizeh, Buckingham-Brunnen, Shedd Aquarium, Lyric Opera of Chicago, 875 North Michigan Avenue, Tō-ji, Kinkaku-ji

### Liste der Bürgermeister-Pass-Saisons
| Nr. | Thema                      |
| --- | -------------------------- |
| 01  | Americana                  |
| 02  | Venedig                    |
| 03  | Winter-Downtown            |
| 04  | Alpine                     |
| 05  | Zurück zur Natur           |
| 06  | Zurück ins Grüne           |
| 07  | Lateinamerika              |
| 08  | Transamericana             |
| 09  | Kunsthandwerk und Gewerbe  |
| 10  | Ladies und Lords           |
| 11  | Hygge-Winter               |
| 12  | Das Jahr des Ochsen        |
| 13  | Australisches Outback      |
| 14  | Der zeitlose Sand          |
| 15  | Römische Feiertage         |
| 16  | Fahrgeschäftsstadt         |
| 17  | Farbenwechsel              |
| 18  | Zurück in die 80er-Jahre   |
| 19  | Finnland                   |
| 20  | Maori                      |
| 21  | Japan                      |
| 22  | Paris                      |
| 23  | Bauernhof-Leben            |
| 24  | Rustikales Dorfleben       |
| 25  | New York City              |
| 26  | Alpha-Stadt                |
| 27  | Europäische Klassiker      |
| 28  | Traumurlaub                |
| 29  | Schlösser Spaniens         |
| 30  | Florenz                    |
| 31  | Fabulöses Florida          |
| 32  | Island                     |
| 33  | London                     |
| 34  | Tokio                      |
| 35  | Super Services             |
| 36  | Lappland von heute         |
| 37  | Thailand                   |
| 38  | Historisches Prag          |
| 39  | Irland                     |
| 40  | Cancún                     |
| 41  | Kapstadt                   |
| 42  | Route 66                   |
| 43  | Barcelona                  |
| 44  | Rio de Janeiro             |
| 45  | Sydney                     |
| 46  | Amsterdam                  |
| 47  | Super Services 2           |
| 48  | Hongkong                   |
| 49  | 10-Jahres-Special-Saison   |
| 50  | Hawaii                     |
| 51  | Verona                     |
| 52  | Alpha-Stadt 2              |
| 53  | Brutalistische Architektur |
| 54  | Eisenbahnabenteuer         |
| 55  | Mystisches Kairo           |
| 56  | Lebhaftes Chicago          |
| 57  | Wundervolles Kyoto         |
| 58  | Majestätisches Monaco      |

### Wohngebäude
| Name                        | Anmerkungen                                                                   |
| --------------------------- | ----------------------------------------------------------------------------- |
| Wohngebiet                  | Gibt Sims ein Dach über dem Kopf                                              |
| Kyoto-Haus                  | Kyoto-Häuser für Sims                                                         |
| Florentiner Gebiet          | Florentinische Häuser für Sims                                                |
| Jugendstil-Zone             | Jugendstil-Häuser für Sims                                                    |
| Altstadthaus                | Historische Häuser für Sims                                                   |
| Lateinamerikanischer Bezirk | Lateinamerikanische Häuser                                                    |
| Pariser Viertel             | Pariser Häuser für die Sims – Platz für 10% mehr Einwohner                    |
| London Town-Gebiet          | Häuser im Londoner Stil für die Sims – Platz für 15% mehr Einwohner           |
| Tokyo Town-Gebiet           | Tokyo Town-Häuser mit Platz für 20% mehr Einwohner                            |
| Grüntal-Gebiet b            | Gibt Sims ein ökologisches Dach über dem Kopf                                 |
| Kaktus-Canyon-Gebiet c      | Entworfen für heiße Umgebungen.                                               |
| Sonneninsel-Gebiet d        | Paradiesische Häuser für paradiesische Inseln.                                |
| Frostfjord-Gebiet d         | Stabil gebaut, um der Witterung standzuhalten.                                |
| Kalksteinklippen-Gebiet e   | Verrückte Dächer für ein verrücktes Leben                                     |
| OMEGA-Zone                  | Bietet Platz für 40% mehr Bewohner, benötigt ControlNet- und Drohnen-Service. |

### Produktion und Handel
| Objektname           | Level | Produktionszeit |
| -------------------- | ----- | --------------- |
| Metall               | 1     | 1 Minute        |
| Holz                 | 2     | 3 Minuten       |
| Plastik              | 5     | 9 Minuten       |
| Samen                | 7     | 20 Minuten      |
| Mineralstoffe        | 11    | 30 Minuten      |
| Chemikalien          | 13    | 2 Stunden       |
| Textilien            | 15    | 3 Stunden       |
| Zucker und Gewürze   | 17    | 4 Stunden       |
| Glas                 | 19    | 5 Stunden       |
| Tiernahrung          | 23    | 6 Stunden       |
| Elektrische Bauteile | 29    | 7 Stunden       |

| Objektname       | Ort und Region                 | Level | Produktionszeit |
| ---------------- | ------------------------------ | ----- | --------------- |
| Recycelter Stoff | Öko-Fabrik, Grüntal            | 25    | 6 Minuten       |
| Kokosnuss        | Kokosfarm, Sonneninseln        | 25    | 6 Minuten       |
| Öl               | Ölfarm, Kaktus-Canyon          | 25    | 6 Minuten       |
| Seide            | Maulbeerhain, Kalksteinklippen | 25    | 6 Minuten       |
| Fisch            | Fischerei, Frostfjord          | 25    | 6 Minuten       |

- Baumarkt: produziert Nägel, Bretter, Ziegel, Zement, Kleber und Farbe
- Hardware Store: produziert Hämmer, Maßbänder, Schaufeln, Kochutensilien, Leitern und Bohrer
- Bauernmarkt: produziert Gemüse, Mehlsäcke, Obst und Beeren, Sahne, Mais, Käse und Rindfleisch
- Möbelhaus: produziert Stühle, Tische, Heimtextilien, Schränke und Sofas
- Gartenladen: produziert Gras, Baumsetzlinge, Gartenmöbel, Feuerstellen, Rasenmäher und Gartenzwerge
- Donut Shop: produziert Donuts, grüne Smoothies, Brötchen, Kirschkäsekuchen, gefrorenen Joghurt und Kaffee
- Modeladen: produziert Mützen, Schuhe, Uhren, Business-Anzüge und Rucksäcke
- Fast Food Restaurant: produziert Eiscremesandwiches, Pizza, Burger, Käsepommes, Limonadenflaschen und Popcorn
- Haushaltsladen: produziert BBQ-Grill, Kühlschrank, Beleuchtungssystem, Fernseher und Mikrowelle
- Sportgeschäft: produziert Tennisschläger, Sportgetränke, Fußballschuhe, Protein-Bar und Pingpong-Tisch
- Spielzeuggeschäft: produziert Blockbuchstaben, Drachen, Teddybär und Spielkonsole
- Restaurationsbüro: produziert Schmiedeeisen, Geschnitztes Holz, Gemeißelter Stein, Wandteppiche und Glasmalerei
- Bauernladen: produziert Wollhemd, Picknickkörbe und Apfelmarmelade
- Dessertladen: produziert Tiramisu, Churros, Profiterole, Mochi und Pavlova

### Regionen
Ein Update des Spiels fügte Regionen und verschiedene Arten von Gelände hinzu, auf denen Städte gebaut werden können, wobei jede ihre lokalen Fabriken und kommerziellen Vorräte hat. Zunächst kann der Spieler nur eine der fünf verfügbaren auswählen, aber wenn er eine bestimmte Anzahl von Einwohnern erreicht, kann der Spieler eine andere Region auswählen, auf der er bauen möchte, und so weiter. Eine gesonderte Regionalwährung ermöglicht den Ausbau bestimmter regional Gebäude.
Die fünf verfügbaren Regionen sind die folgenden:
- Kaktus Canyon: mit Vorräten wie Öl, Autoreifen und Motor
- Grünes Tal: mit recycelten Stoffen, Baumwolltaschen, nachhaltige Schuhe und Yogamatte
- Kalksteinklippen: mit Produkten im Zusammenhang mit Schnur und/oder Seide, Fächer und Seidenrobe
- Frostige Fjorde: mit Fischprodukten wie Fischkonserven, Fischsuppe und Lachssandwich
- Sonnige Inseln: mit Kokosnüssen, Kokosöl, Gesichtscreme und tropischen Getränken

### Club-Kriege
Um an Club-Kriegen teilzunehmen, muss der Benutzer:
- Stadt-Level 18 erreichen
- einem Bürgermeister-Club beitreten
- den Krieg starten (nur für Präsidenten, Vize-Präsidenten oder Senior-Mitglied)

Die Vorbereitungsphase dauert 12 Stunden vor Beginn der Angriffsphase (bei Blitz-Event 6 Stunden). Die Kriegslieferungen werden geöffnet sein, um Kriegsgegenstände für die Angriffsphase zu sammeln. Die Angriffsphase dauert 36 Stunden (bei Blitz-Event 24 Stunden).
Sobald ein Spieler angegriffen wird, werden die beschädigten Gebäude zerstört. Sie können mit normalen Gegenständen repariert werden. Hierfür bekommt man Kriegsgegenstände als Belohnung. Nach Kriegsende werden alle Gebäude wiederaufgebaut. Bei mehr als 10 bis 15 Schäden (abhängig von aktueller Arena) wird der Spieler unter Schild gestellt. Dieser kann nicht weiter angreifen oder angegriffen werden, bis der Schild entfernt wurde. Um den Schild zu entfernen, muss der Spieler alle Gebäude reparieren.
Wenn alle Mitglieder einer Kriegspartei unter Schild stehen, beginnt der Knockout-Countdown für 2 Stunden, unabhängig vom Anzahl der Kriegspunkte. Um den Knockout abzuwenden, muss mindestens ein Mitglied des niedergeschlagenen Clubs seinen Schild entfernen, indem er alle zerstörten Häuser wiederaufbaut.
| Arena                     | Siegesbelohnungen                                   | Schaltet frei                                                                           | Aktivierungslimit | Schildauslöser | Startenergie | Energieregeneration |
| ------------------------- | --------------------------------------------------- | --------------------------------------------------------------------------------------- | ----------------- | -------------- | ------------ | ------------------- |
| Höhenkoller in den Bergen | 1 Platinschlüssel 10 Sim-Cash 1000 Kriegs-Simoleons | –                                                                                       | 0                 | 10             | 6            | 1/15 Minuten        |
| Ver-Wüst-ung              | 2 Platinschlüssel 20 Sim-Cash 2000 Kriegs-Simoleons | Blindgänger I, Jackpot I, Stadt einfrieren I, Schirm I, Energievampir I, Energiepumpe I | 5                 | 11             | 7            | 1/15 Minuten        |
| Eisige Tundra             | 3 Platinschlüssel 30 Sim-Cash 3000 Kriegs-Simoleons | Energievampir II, Energiepumpe II                                                       | 10                | 12             | 8            | 1/10 Minuten        |
| Savanne                   | 4 Platinschlüssel 40 Sim-Cash 4000 Kriegs-Simoleons | Stadt einfrieren II, Schirm II, Energievampir III, Energiepumpe III                     | 15                | 13             | 9            | 1/10 Minuten        |
| Vulkanausbruch            | 5 Platinschlüssel 50 Sim-Cash 5000 Kriegs-Simoleons | Blindgänger II, Jackpot II, Stadt einfrieren III, Schirm III                            | 20                | 14             | 10           | 1/5 Minuten         |
| Stadt im Himmel           | 6 Platinschlüssel 60 Sim-Cash 6000 Kriegs-Simoleons | Energiedieb I, Blindgänger III, Jackpot III                                             | 25                | 15             | 12           | 1/5 Minuten         |
| Weltraum-Rock'n'Roll      | 7 Platinschlüssel 70 Sim-Cash 7000 Kriegs-Simoleons | Energiedieb II                                                                          | 30                | 16             | 12           | 1/3 Minuten         |

| Klasse S              | Klasse S   | Klasse S                                   | Klasse S      | Klasse S                                    | Klasse S                                                                          |
| Katastrophe           | Seltenheit | Schäden                                    | Energiekosten | Kriegsgegenstände zum Auslösen benötigt     | Bemerkung                                                                         |
| --------------------- | ---------- | ------------------------------------------ | ------------- | ------------------------------------------- | --------------------------------------------------------------------------------- |
| Comic-Hand            | Gewöhnlich | 1                                          | 1             | 1 Pümpel, 1 Gummiente                       | Sie kommt aus dem Himmel und schlägt ein!                                         |
| Schrumpfstrahl        | Selten     | 3                                          | 3             | 1 Zange, 2 Megafon                          | Sie leben im Weltall und schreien: "Schatz, ich hab die Stadt geschrumpft!"       |
| Riesiges Felsmonster  | Selten     | 2                                          | 2             | 1 Feuerhydrant, 1 Fernglas                  | Eine riesige Felskreatur möchte sich gerne vorstellen!                            |
| Tornado               | Legendär   | 3                                          | 4             | 1 Amboss, 1 Propeller                       | Mir ist zwar schwindelig, aber lass uns trotzdem den Twist tanzen!                |
| Klasse M              |            |                                            |               |                                             |                                                                                   |
| Katastrophe           | Seltenheit | Schäden                                    | Energiekosten | Kriegsgegenstände zum Auslösen benötigt     | Bemerkung                                                                         |
| Magnetismus           | Gewöhnlich | 3                                          | 2             | 1 Fernglas, 2 Feuerhydrant, 2 Amboss        | Lassen Sie eine Stadt Ihre Anziehungskraft spüren.                                |
| Tentakelwirbel        | Gewöhnlich | 2                                          | 3             | 1 Pümpel, 1 Gummiente, 2 Propeller          | Die stärkste Häuserumarmung aller Zeiten.                                         |
| Fliegender Vu-Roboter | Selten     | 4                                          | 4             | 2 Benzin, 2 Munition                        | Ein Schweberoboter, der einen zerstörerischen Energiestrahl verschießt.           |
| Disco-Twister         | Legendär   | 6                                          | 6             | 1 Megafon, 1 Zange, 2 Propeller             | Lassen Sie die Häuser zu einem funky Beat tanzen.                                 |
| Klasse L              |            |                                            |               |                                             |                                                                                   |
| Katastrophe           | Seltenheit | Schäden                                    | Energiekosten | Kriegsgegenstände zum Auslösen benötigt     | Bemerkung                                                                         |
| Pflanzenmonster       | Gewöhnlich | 4                                          | 4             | 2 Pümpel, 2 Benzin, 2 Gummistiefel          | Hat jemand diese Pflanze zu stark gedüngt?                                        |
| Blizzaster            | Selten     | 6                                          | 6             | 1 Propeller, 2 Munition, 3 Gummiente        | Das ist die Rache eines Lebkuchenmannes.                                          |
| Fischregen            | Selten     | 7                                          | 7             | 1 Gummiente, 3 Gummistiefel, 3 Feuerhydrant | Lassen Sie es regnen und schmeißen Sie den Grill an! Der Fisch kommt von alleine. |
| Uralter Fluch         | Legendär   | 8                                          | 8             | 1 Gummistiefel, 2 Megafon, 3 Fernglas       | Ein wenig Sand und der Fluch: der Traum eines jeden Hobby-Archäologen.            |
| Klasse XL             |            |                                            |               |                                             |                                                                                   |
| Katastrophe           | Seltenheit | Schäden                                    | Energiekosten | Kriegsgegenstände zum Auslösen benötigt     | Bemerkung                                                                         |
| Hände der Verdammnis  | Gewöhnlich | 8                                          | 8             | 2 Munition, 2 Gummiente, 5 Zange            | Vielleicht wäre es mal Zeit für eine Maniküre?                                    |
| 16 Tonnen             | Gewöhnlich | 6                                          | 6             | 1 Zange, 2 Feuerhydrant, 4 Amboss           | Eine schnelle Diät für Häuser: Sie haben sich nie so schlank gefühlt!             |
| Spinnen               | Selten     | 9                                          | 9             | 1 Benzin, 2 Fernglas, 5 Munition            | Dies sind die Tanzmeister der Stahlnetze.                                         |
| Tanzschuhe            | Legendär   | 10                                         | 10            | 2 Benzin, 3 Fernglas, 2 Gummistiefel        | Die Show muss weitergehen, koste es, was es wolle!                                |
| XXL-Klasse            |            |                                            |               |                                             |                                                                                   |
| Katastrophe           | Seltenheit | Schäden                                    | Energiekosten | Kriegsgegenstände zum Auslösen benötigt     | Bemerkung                                                                         |
| Gebäude-Portal        | Gewöhnlich | 8                                          | 7             | 3 Feuerhydrant, 3 Pümpel, 4 Propeller       | Rein, raus – und der Kuchen ist eine Lüge!                                        |
| B-Movie-Monster       | Legendär   | 10                                         | 8             | 2 Gummistiefel, 2 Pümpel, 2 Megafon         | Popcorn bereit?                                                                   |
| Würgegriff            | Selten     | 8                                          | 6             | 2 Fernglas, 3 Zange, 3 Gummistiefel         | Achtung: Erstickungsgefahr!                                                       |
| Riesenhorn            | Selten     | 11                                         | 8             | 4 Megafon, 3 Zange, 4 Propeller             | Das wird Sie wegpusten!                                                           |
| A+-Klasse             |            |                                            |               |                                             |                                                                                   |
| Katastrophe           | Seltenheit | Schäden                                    | Energiekosten | Kriegsgegenstände zum Auslösen benötigt     | Bemerkung                                                                         |
| Gummienten-Apokalypse | Legendär   | 1                                          | 8             | 1 Donut, 10 Gummiente                       | Dieses quietschvergnügte Desaster trifft alle gegnerischen Clubs auf einmal.      |
| Elektrische Gottheit  | Legendär   | 3                                          | 6             | 3 Megafon, 3 Benzin, 3 Amboss               | Lässt seinen Zorn auf drei benachbarte, feindliche Städte niederprasseln!         |
| Schildknacker         | Selten     | (repariert) 7                              | 7             | 5 Benzin, 1 Erstehilfekasten                | Schaltet bei einer feindlichen Stadt die Schilde aus.                             |
| Würze des Grauens     | Gewöhnlich | je nach Schwellenwerten (5/7/9 ab Level 4) | 6             | 2 Fernglas, 3 Amboss, 3 Munition            | Alles ganz einfach!                                                               |

Nach Ende eines Krieges werden an die besten Spieler des Siegerclubs Medaillen verliehen. Es gibt 9 verschiedene Medaillen:
- Meister des Krieges – Höchste Punktzahl beim Krieg erreicht
- Schadensspezialist – Den meisten Schaden bei feindlichen Städten verursacht
- Helfer in der Not – Die meisten Kampfzonen während eines Kriegs repariert
- Kriegslieferant – Die meisten Kriegslieferungen abgeschlossen
- Energieschlucker – Die meiste Energie verbraucht
- Kombinierte Kräfte – Größte Anzahl verschiedener Desaster ausgelöst
- Katastrophen-Kaskade – Größte Anzahl legendärer Desaster ausgelöst
- Kampf-Taktiker – Die meisten Boosts gegen verfeindete Städte ausgelöst
- Unterstützung auf dem Feld – Die meisten Boosts für befreundete Städte ausgelöst

## Rezeption
Tam Hanna von heise online urteilte die Neuauflage für Mobiltelefone habe nichts mit dem Klassiker gemein. Es sei eine seelenlose In-App-Payment-Orgie, die wenig Spielspaß böte.
Es zählt mit 40 Millionen Downloads zum meistgespielten Teil der Serie.